# 映藝集團
映藝集團（英語：Focus Group Holdings Limited）全称映藝控股有限公司，是一家由香港艺人刘德华创立的以电影、唱片制作以及艺人管理为主要业务的娱乐公司。

## 旗下公司简介
- 映藝娛樂有限公司（Focus Film Limited）

2002年成立，负责電影投资、制作和發行。
- 映藝音樂有限公司（Focus Music Limited）

從事刘德华唱片的製作。
- 映藝劇團有限公司

從事推廣舞台藝術，開拓具本土特色及創意的舞台劇目。
- 映藝電視製作有限公司

從事推廣舞台藝術，開拓具本土特色及創意的舞台劇目。
- 夢造者娛樂有限公司

從事電影製作、電影項目管理及影視娛樂項目投資，項目目標涵蓋由中、港、台、星馬亞洲等地。
- 亨泰環宇有限公司

從事藝人管理，目前主要艺人有林家栋和连晋。
- 亨泰集團有限公司

擁有集團的所有知識產權以及負責公司所有網頁（andylau.com、awc618.com、focusgroup.cc、focusfilms.cc、focusartistes.cc）的運作。
- 華仔天地有限公司

管理刘德华官方愛好者組織“華仔天地”，負責籌備会员活動。
- 安逗有限公司

是「安逗」及「黑仔」这兩個卡通形象的知識產權擁有人，擁有「Andox」及「黑仔」兩個卡通形象的各項版權及權益。